# Erpur Eyvindarson
Þórólfur Erpur Eyvindarson (29 agosto 1977) è un rapper islandese.
Figlio di Eyvindur P. Eiríksson è famoso per essere uno dei pionieri del rap in Islanda. Erpur è anche conosciuto con i nomi d'arte Johnny National e Blaz Roca. Eyvindarson, oltre che un rapper, è artista e uomo di spettacolo - radiofonico e televisivo. Erpur è anche noto per far parte del gruppo musicale XXX rottweilerhundar che in italiano può essere tradotto come "XXX cani rottweiler".
Nella televisione islandese è conosciuto per i programmi Íslensk kjötsúpa e Johnny International sul canale Skjá einum.
Alla radio è conosciuto per il programma Harmageddon sulla stazione radiofonica X-ið 977.